# Sigmatomera (Sigmatomera) beebei
Sigmatomera (Sigmatomera) beebei is een tweevleugelige uit de familie steltmuggen (Limoniidae). De soort komt voor in het Neotropisch gebied.